# Cola bipindensis
Espèce
Cola bipindensis Engl.  est une espèce de plantes de la famille des Malvaceae et du genre Cola, selon la classification phylogénétique. 
L'épithète spécifique bipindensis fait référence à Bipindi, une localité au sud du Cameroun.

## Liste des variétés
Selon Catalogue of Life (26 juillet 2017) :
- variété Cola flavovelutina var. idoumensis